# البانثيون الملكي لبيت براغانزا

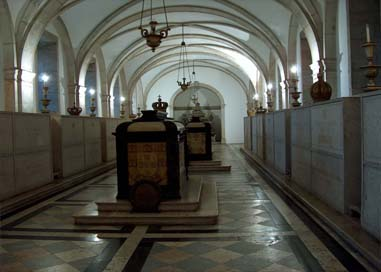
نظرة عامة على البانثيون

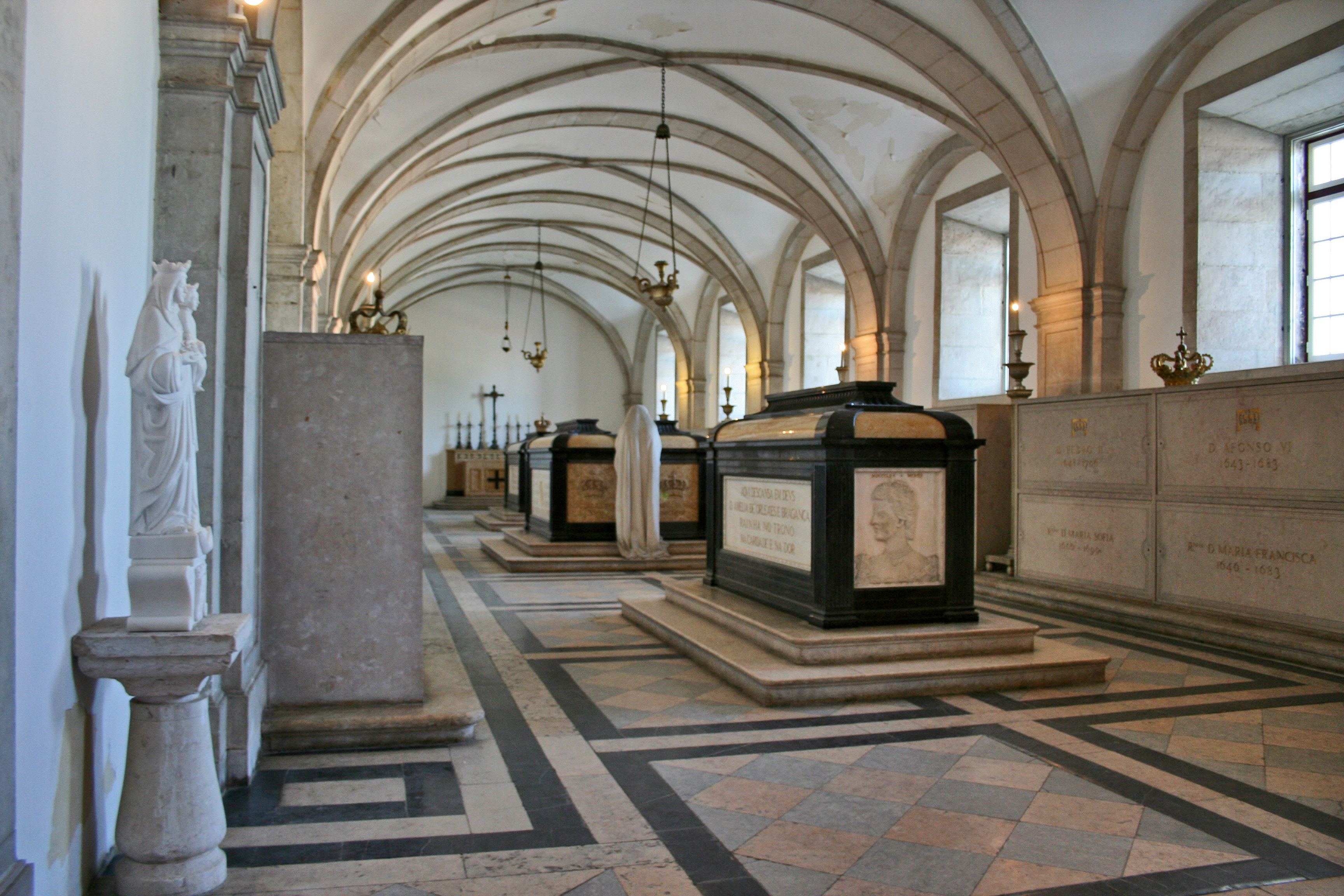
نظرة عامة على البانثيون

المقبرة الملكية لأسرة براغانزا (البرتغالية:Panteão Real da Casa de Bragança)؛ هي مقبرة لغالبية ملوك من آل براغانزا وعائلتهم، تقع المقبرة في دير ساو فيسنتي دي فورا بـ لشبونة البرتغال.

## التاريخ
تم إنشاء هذه مقابر بناء على أوامر فرناندو الثاني ملك البرتغال بتحويل غرفة الطعام القديمة في الدير إلى مكان الدفن كما عليه اليوم، تقع غالبية المقابر على الجانبين الدير، بصناديق الرخامية بسيطة مع مساحات من أربعة قبور، إذا كان القبر لملك يوجد عليه تاج من الذهب على جانب القبر، المقابر في وسط ممر الدير هي لـ كارلوس الأول ملك البرتغال ولويس فيليبي أمير الملكي للبرتغال ومانويل الثاني والملكة أميلي من أورليان؛ أثنين أوائل هم من شهداء مجزرة العائلة المالكة عام 1908، وثالثهما كان آخر ملك البرتغال وفي حين الأخيرة هي الملكة البرتغال القرينة الأخيرة.

## المدفونون هذه المقبرة الملكية

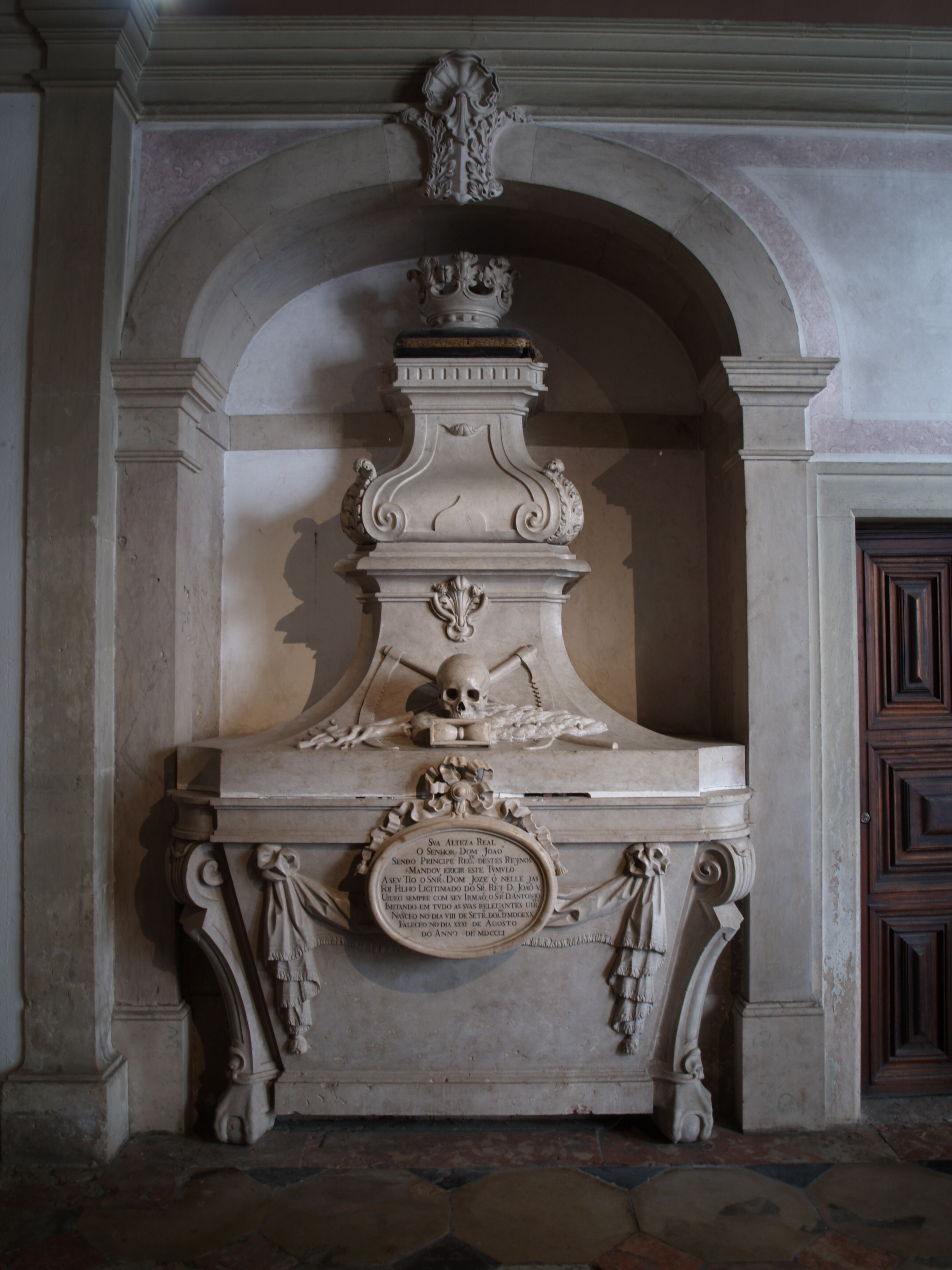
الدون جوزيه، كبير مفتشين البرتغال

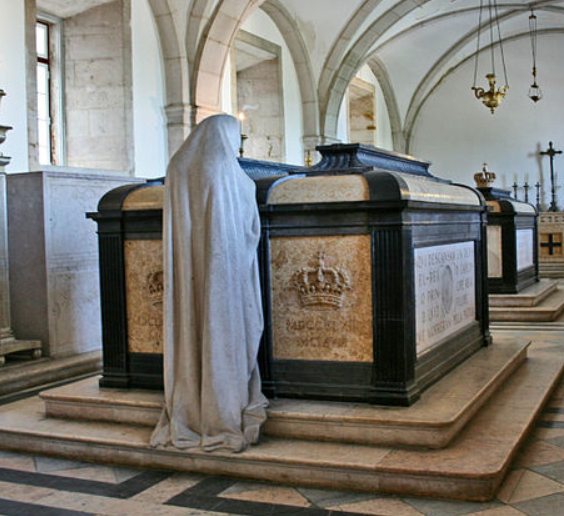
تابوت كارلوس الأول ملك البرتغال ولويس فيليبي أمير الملكي للبرتغال

### الملوك وقريناتهم
- الملك جواو الرابع.
- الملكة القرينة لويزا دي غوزمان.
- الملك ألفونسو السادس.
- الملكة القرينة ماريا فرانسيسكا من سافوي.
- الملك بيدرو الثاني.
- الملكة القرينة ماريا صوفيا من نيوبورغ.
- الملك جواو الخامس.
- الملكة القرينة ماريا آنا من النمسا.
- الملك جوزيه الأول.
- الملكة القرينة ماريانا فيكتوريا دي بوربون.
- الملك بيدرو الثالث.
- الملك جواو السادس.
- الملكة القرينة كارلوتا خواكينا من إسبانيا.
- الملكة ماريا الثانية من البرتغال.
- القرين أوغست دو بوارنيه.
- الملك فرناندو الثاني.
- الملك ميغيل الأول.
- الملكة أديلايد من لوفنشتاين-فيرتهايم-روزنبرغ.
- الملك بيدرو الخامس.
- الملكة القرينة ستيفاني من هوهنتسولرن-سيغمارينغن.
- الملك لويس الأول.
- الملك كارلوس الأول.
- الملكة القرينة أميلي من أورليان.
- الملك مانويل الثاني.

### مدافن الأمراء وانفانتون
- تيودوسيو، أمير البرازيل (ابن جواو الرابع البكر).
- جوانا، أميرة بيرا (ابنة جواو الرابع الكبرى).
- كاترين ملكة إنجلترا واسكتلندا وإيرلندا (ابنة جواو الرابع الثانية).
- جواو، أمير البرازيل (ابن بيدرو الثاني البكر).
- انفانتي فرانسيسكو، دوق بيجا (ابن الثالث لبيدرو الثاني).
- انفانتي أنتوني (ابن الرابع لبيدرو الثاني).
- انفانتي مانويل، كونت أوريم (ابن الخامس لبيدرو الثاني).
- انفانتا إيزابيلا لويزا، أميرة بيرا (ابنة الكبرى لبيدرو الثاني).
- انفانتا فرانسيسكا كزافيا (ابنة الثانية لبيدرو الثاني).
- انفانتا تيريزا (ابنة الثالثة لبيدرو الثاني).
- انفانتا فرانسيسكا جوزيفا (ابنة الرابعة لبيدرو الثاني).
- بيدرو، أمير البرازيل (ابن جواو الخامس البكر).
- انفانتي كارلوس (ابن الثالث لجواو الخامس).
- انفانتي ألكسندر (ابن الخامس لجواو الخامس).
- الدوم. جوزيه كبير مفتشين البرتغال (ابن جواو الخامس عشر الغير الشرعي)
- انفانتا ماريانا فرانسيسكا (ابنة الثانية لجوزيه الأول).
- انفانتا دورثيا (ابنة الثالثة لجوزيه الأول).
- انفانتا بينديتا، أميرة البرازيل (ابنة الرابعة لجوزيه الأول).
- جوزيه أمير البرازيل (ابن ماريا الأولى وبيدرو الثالث البكر).
- انفانتي جواو (ابن الثاني لماريا الأولى وبيدرو الثالث).
- انفانتي جواو فرانسيسكو (ابن الثالث لماريا الأولى وبيدرو الثالث).
- انفانتا ماريا كلمنتينا (ابنة الثانية لماريا الأولى وبيدرو الثالث).
- انفانتا ماريا إيزابيل (ابنة الثالثة لماريا الأولى وبيدرو الثالث).
- انفانتي فرانسيسكو أنتوني، أمير بيرا (ابن جواو السادس البكر).
- انفانتا إيزابيل ماريا، وصية العرش (ابنة الرابعة لجواو السادس).
- انفانتا ماريا دا أسونشيا (ابنة الخامسة لجواو السادس).
- انفانتي جواو، دوق بيجا (ابن الثالث لماريا الثانية وفرناندو الثاني).
- انفانتي فرناندو (ابن الرابع لماريا الثانية وفرناندو الثاني).
- أوغست، دوق كويمبرا (ابن الخامس لماريا الثانية وفرناندو الثاني).
- انفانتي ليوبولد (ابن السادس لماريا الثانية وفرناندو الثاني).
- انفانتي يوجينو (ابن السابع لماريا الثانية وفرناندو الثاني).
- انفانتا ماريا (ابنة ماريا الثانية وفرناندو الثاني الكبرى).
- انفانتا ماريا دا غلوريا (ابنة الرابعة لماريا الثانية وفرناندو الثاني).
- أفونسو، أمير الملكي للبرتغال (ابن الثاني للويس الأول).
- لويس فيليبي أمير الملكي للبرتغال (ابن لويس الأول البكر).
- انفانتا ماريا آنا (ابنة كارلوس الأول).

## ملوك براغانزا والقرينات الذين لم يدفنون في الدير
دفن كل ملوك براغانزا من البرتغال في الدير الملكي، من جواو الرابع (1603-1656) إلى مانويل الثاني (1889-1932)، باستثناء:
- الملكة ماريا الأولى دفنت أولا في ريو دي جانيرو ثم أعيد دفنها عام 1821 في كنيسة إستريلا في لشبونة.
- الملك بيدرو الرابع المعروف أيضا باسم بيدرو الأول إمبراطور البرازيل دفن في البداية في الدير، ولكن عرضت رفاته إلى البرازيل في عام 1972 (بمناسبة الذكرى 150 على إعلان استقلال البرازيل)؛ وبذلك دفن في النصب التذكاري للاستقلال البرازيل في ساو باولو، البرازيل، وفي دفن قلبه في كنيسة سيدة لابا في بورتو.
- الملكة القرينة ماريا ليوبولدينا من النمسا كانت ملكة القرينة لبرتغال بفترة وجيزة قبل وفاتها، هي مدفونة بجانب جثة زوجها في النصب التذكاري للاستقلال البرازيل في ساو باولو، البرازيل، بحيث تعتبر الملكة الوحيدة التي لم تطأ أقدامهم البرتغال خلال فترة قرينتها، وأيضا أصبحت أميرة برتغالية عن طريق الزواج عندما تزوجت آنذاك الأمير بيدرو، الأمير الملكي للمملكة المتحدة من البرتغال والبرازيل والغرب في عام 1817، في حين كان الديوان الملكي البرتغالية في ريو دي جانيرو وبقيت في البرازيل مع زوجها، وأصبحت إمبراطورة البرازيل القرينة عندما أعلن بيدرو استقلال البرازيل وعندما أصبح بيدرو لفترة وجيزة ملك البرتغال تحت مسمى بيدرو الرابع من مارس إلى مايو، 1826، الإمبراطورة ماريا ليوبولدينا أصبحت الملكة البرتغال القرينة، توفيت في ديسمبر 1826، وقبل أن ينقلوا رفاتها إلى النصب التذكاري للاستقلال البرازيل في عام 1972، ودفنت في البداية في دير سانتو أنطونيو في ريو دي جانيرو.
- الملكة القرينة ماريا بيا قرينة الملك لويس الأول دفنت في مقبرة الملكية لبيت سافوي في كنيسة سوبرغا في تورينو إيطاليا.
- أوغستا فيكتوريا من هوهنتسولرن قرينة الملك مانويل الثاني (تزوجته بعد تنازله عن العرش)؛ دفنت في قلعة لانغنشتاين بجنوب ألمانيا، ومملوكة لأسرة زوجها الثاني.

## مدفونون سابقين
- بيدرو الثاني إمبراطور البرازيل، وهو عضو من آل براغانزا ودفن في الدير من 1891 حتى عام 1921، ثم نقل جثمانه إلى سرداب الإمبراطوري في البرازيل.
- تيريزا كريستينا إمبراطورة البرازيل، هي قرينة الإمبراطور بيدرو الثاني، دفنت بالبانثيون بعد وفاتها في 1889 حتى عام 1921 بحيث جثمانها مع زوجها في السرداب الإمبراطوري في بتروبوليس.
- أميلي إمبراطورة البرازيل، هي قرينة الإمبراطور بيدرو الأول الثانية (تزوجها بعد تنازله عن العرش البرتغالي)، دفنت بالبانثيون في 1873 حتى 1982، بحيث تم نقل رفاتها إلى نصب استقلال البرازيل بجانب زوجها وزوجته الأولى في ساو باولو.
- الأميرة أميلي من البرازيل ابنة الإمبراطور بيدرو الأول وزوجته الثانية أميلي، دفنت بالبانثيون بعد وفاتها في 1853 حتى 1892، بحيث تم نقل رفاتها إلى دير ساو أنطونيو بريو دي جانيرو، البرازيل بجانب العديد من أمراء وأميرات البرازيل.
- الملك كارول الثاني من رومانيا وزوجته ماجدة لوبيسكو دفنوا في الدير قبل عودتهم إلى رومانيا.